# Gặp gỡ Moriond
Cách đây hơn nửa thế kỷ, Trần Thanh Vân (giáo sư), một tiến sĩ khoa học Vật lý học gốc Việt Nam "sống nhờ" trên đất Pháp, mới 30 tuổi, nảy ra một ý tưởng mới: không tổ chức một hội nghị khoa học thông thường (conference, symposium, colloque...), mà muốn tạo ra một mô hình mới: những cuộc "gặp gỡ" ("Rencontres" theo tiếng Pháp). Với mô hình "gặp gỡ" ở một nơi an tĩnh, mọi người cùng ở một nơi, cùng đi trượt tuyết, đi dạo chung, mối quan hệ giữa các nhà Vật lý – dù là người đã đoạt giải Nobel hay chỉ là một tiến sĩ trẻ - dễ chân thành hơn, cởi mở hơn, thoải mái hơn và do đó, mang tính nhân văn hơn.
Gặp gỡ Moriond đầu tiên được tổ chức vào năm 1966 tại làng Moriond bên dãy núi Alpes, tập hợp khoảng hơn 20 nhà Vật lý trẻ từ Pháp, Đức và Ý, phần lớn là từ trường Trường Đại học Paris XI ở Orsay. Buổi sáng họp nghe thông báo và tranh luận về Vật lý lý thuyết và vật lý thực nghiệm; buổi chiều từ 13 giờ là đến 16 giờ, cầm ván trượt đi trượt tuyết, kết hợp nghiên cứu khoa học và thể thao du lịch. Sau đó là họp đến 20 giờ. Sau bữa ăn tối còn giao lưu khoa học hay tùy hôm, chơi đàn ghi-ta, vi-ô-lông. Chưa đủ tiền thuê khách sạn, Trần Thanh Vân (giáo sư) và các bạn tự đi chợ mua thực phẩm, tự nấu ăn và thuê nhà trọ.